# Ritonavir
El ritonavir es un antirretroviral del grupo de los inhibidores de la proteasa y se utiliza en la terapia combinada antirretroviral activa de adultos y pacientes pediátricos con infección por VIH-1 y enfermos de sida. Este medicamento fue aprobado por la FDA el 1 de marzo de 1996, siendo el séptimo de su tipo que se aprobó.

## Mecanismo de acción
Este medicamento se utiliza en la terapia combinada para la reducción de la carga viral del VIH inhibiendo a la proteasa, aunque recientemente se utiliza también como inhibidor del citocromo P450 3A4 o CYP3A, que cataboliza otros medicamentos antirretrovirales como el lopinavir, con lo que conserva la concentración del medicamento en la sangre y su potencialidad en el organismo.

## Vía de administración y efectos adversos
Su administración se hace por vía oral, tomado junto con los alimentos. Su efecto adverso más importante es la hiperglucemia, debido a que inhibe los mediadores de la insulina, por lo que puede llegar a ocasionar problemas a los enfermos de diabetes mellitus de tipo 1.